# Freisitz Mühlleiten (Gmunden)

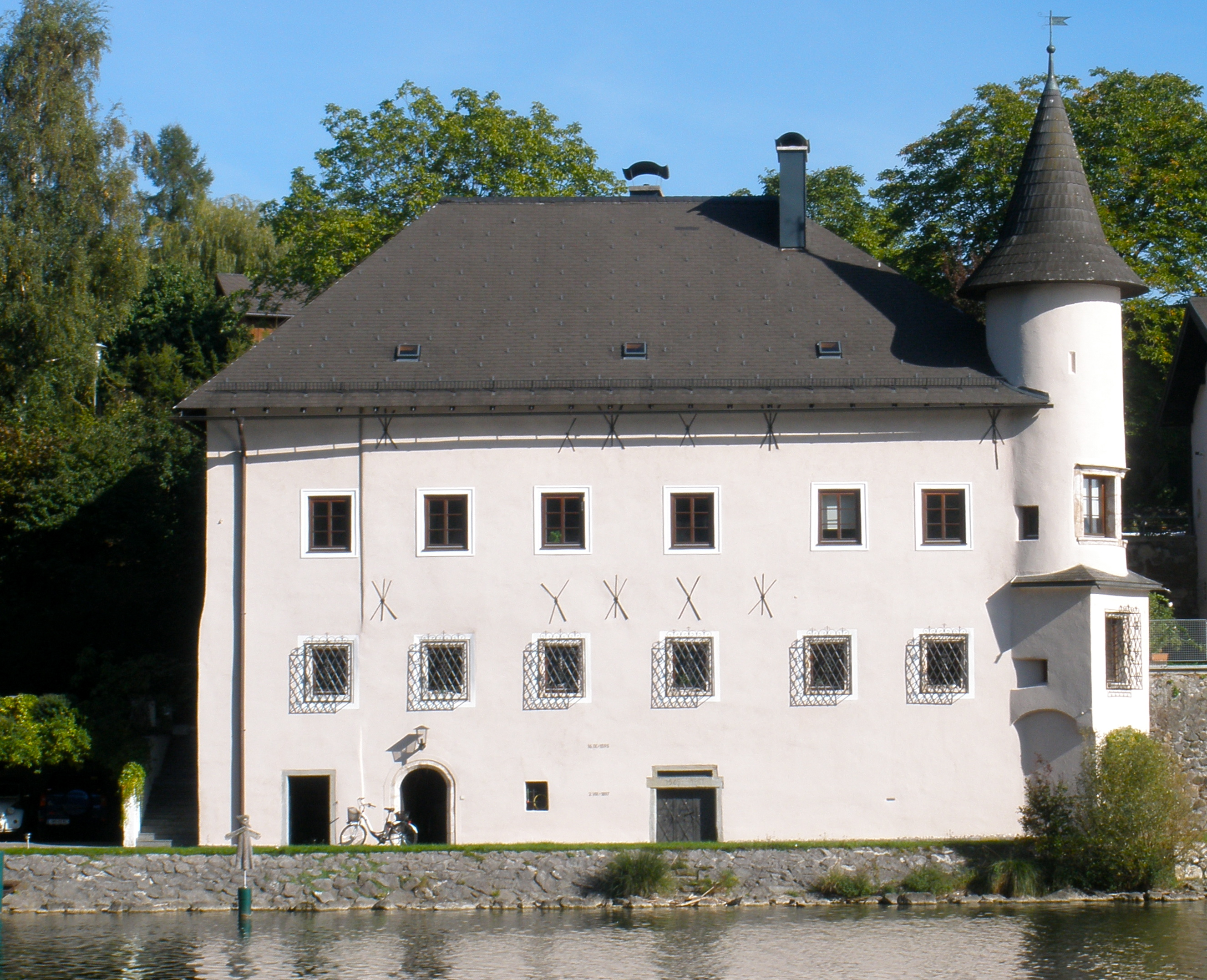
Freisitz Mühlleiten an der Traun

Der Freisitz Mühlleiten (Gmunden), auch Schloss Mühlleiten (Mühlleuthen), Kurzmühle oder Plassmühle genannt, befindet sich im Ortsteil Traundorf der Stadt Gmunden von Oberösterreich (Kurzmühlgasse 6).

## Geschichte
1305 wird auf Mühlwang in Traundorf das gleichnamige Adelsgeschlecht der Mühlwanger erstmals urkundlich erwähnt. Um 1550 scheinen die Mühlwanger als erste Besitzer von Mühlleiten auf. In der Folge besitzen die Jörger den Freisitz Mühlleiten, der als untertäniges Eigengut zu der Herrschaft Neydharting gehört. Weitere Besitzer sind: Wolfgang Pagkhl oder Plankhl (1565), Hans Schintler (1575), Graf Schernberg (1580); Sebastian von Seeau erwirbt 1603 den Freisitz. Auf diesen folgt Abraham von Rohrbach und Marbach zu Ebenzweier (1607). Weikhart Plass († 24. Juli 1621) erwirbt 1610 Mühlleuthen. Dieser war Diener der römisch-kaiserlichen Majestät, römisch kaiserlicher Einnehmer des Salzamtes Gmunden, Pfleger von Puchheim. Er war mit Katharina, Tochter des Achaz II. Seeauer († ~1600) verehelicht und beide hatten 16 Kinder darunter Zacharias, Hanns, Ermail, Ferdinand, Helfreich, Ott, Maximilian Georg, Adelheid, Lina, Regina Sabina und Susanna Catharina. Ein Allianzwappen eines Plass auf Mühlleuthen befindet sich rechts vom Eingang des Freisitzes Roith. 1619–1710 war Mühlleiten im Familienbesitz derer von Seeau bzw. deren Verwandtschaft. Hans II. und Hanns III. Seeauer von Seeau erwerben 1612 das Prädikat „von Mühlleuthen“. Eva Regina Schmidt, Tochter des Weikhart Plass und der Katharina Seeauer, besitzt 1621 Mühlleuten. Auf sie folgt 1658 Regina Plassin, geborene Nütz von Goisernburg, verehelicht mit Georg Adalbert Plass zu Mühlleiten und Roith, „kaiserlicher Mautner zu Gmunden und Amtsverweser“. Sabina Ziepelin, geborene Plassin, verehelicht mit Johann Ziepili, Stadtrichter zu Gmunden, besitzt 1663 Mühlleuten. Maximilian Ernst Schmidt von Schmidtberg, „kaiserlicher Oberwasseraufseher auf der außern Traun“, erwirbt 1688 Mühlleuten.
Max Schmid von Schmidberg verkauft 1710 den Freisitz Mühlleithen an Katharina Plamberger, von der er ihn aber 1725 wieder zurückkauft. Katharina Plambergerin, Schwiegertochter der Schmidt von Schmidtberg, besitzt 1710 Mühlleuten. Johanna Gnadlstorferin, deren Erben verkaufen Mühlleiten 1723 an Ferdinand Andrä Schmidt von Schmidtberg, „Unterwasserseher bei der außern Traun“. 1740 steht Mühlleuten im Eigentum von Johann Ferdinand Schmidt von Schmidtberg (Sohn). 1760 erwirbt Konrad Leopold Scherrer (Schwager des Johann Ferdinand), „Verwesamtscassier in Ebensee“, Mühlleuten. 1781 ist die Witwe Barbara Scherrer, geborene Schmidt von Schmidtberg, im Besitz von Mühlleuten. 1791 kommt Mühlleuten auf dem Erbweg an Franz Paul Scherrer. Mühlleiten war aber seit langem eine Mühle. 1827 erwirbt Franz Kurz, Müller in Hallstatt, Mühlleuten auf dem Weg einer Versteigerung. Seitdem wird Mühlleuten im Volksmund auch „Kurzmühle“ genannt. 1845 kommt Mühlleuten auf dem Erbweg an Raimund Kurz. Die Erben des Raimund Kurz verkaufen 1880 Mühlleuten an die Papierfabrik Eichmann und Companie in Arnau an der Elbe. In der Folge wird Mühlleuten in ein Sägewerk mit Turbinenantrieb umgebaut, 1888 dann in eine Holzschleife. Diese wird 1897 an die Papierfabriks-Actiengesellschaft „Styrermühle“ verpachtet und 1901 von der Papierfabrik Steyrermühl erworben.
Otto Reichsgraf von Seeau stirbt 1884 in Linz als letzter Freiherr zu Mühlleuthen, Freiherr auf Würting sowie Freiherr auf Helfenberg und Piberstein. Der Besitz kam dann in das Eigentum der Familie Tausch.

## Freisitz Mühlleiten heute
Der Freisitz liegt unmittelbar an der Traun. Heute besteht er aus einem gut erhaltenen zweigeschoßigen Wohnbau mit rundem Erkerturm. An den Wohnbau schließen eine Mahlmühle sowie eine Brettersäge an. Der ehemalige Freisitz ist in Privatbesitz und wird als Wohngebäude genutzt.